# Akuapim South
Akuapim South är ett distrikt i Ghana.   Det ligger i regionen Östra regionen, i den södra delen av landet, 30 km norr om huvudstaden Accra. Antalet invånare är 124 654. Arean är 440 kvadratkilometer.
Terrängen i Akuapim South är kuperad österut, men västerut är den platt.